# 艾薩克·查爾斯·帕克
艾薩克·查爾斯·帕克（Isaac Charles Parker，1838年10月15日－1896年11月17日），又名“絞刑法官”帕克是名美國政治家、法學家。他曾擔任來自密蘇里州的美國代表，並被任命為美國阿肯色州西區地區法院的第一位美國地區法官，該地區也對印第安領土具有管轄權。
帕克被稱為美國舊西部的“絞刑法官”，因為他判處了無數罪犯死刑。 在擔任聯邦法官的21年中，帕克審理了13,490起案件。在8,500多起案件中，部分被告認罪，部分在審判中被定罪。 帕克判處160人死刑；79人被處決。  其他81人在監禁期間死亡、被赦免，或是被减刑。  

## 早期生活
帕克出生於俄亥俄州，是約瑟夫·帕克和他的妻子簡·香農最小的兒子。他是俄亥俄州州长威爾遜·香農的姪孫。他在俄亥俄州巴恩斯維爾附近的家庭農場長大。他就讀於微風山小學，隨後就讀於私立學校巴恩斯維爾古典學院。他在縣小學任教以支付中學教育費用。  17歲時，他開始了法律學徒生涯，稱為“閱讀法律”，並於1859年在21歲時通過了俄亥俄州律師考試
帕克于1859年至1861年間搬到密蘇里州的聖約瑟夫，在那裡他入職了他舅舅所設立的"香農和布蘭奇律師事務所"。  1861年12 月12 日，帕克與瑪莉·奧圖爾結婚，並育有兩兒子查爾斯和詹姆斯。 到1862年，帕克擁有了自己的律師事務所。他在市法院和縣法院為代表客戶。  

## 政治生涯

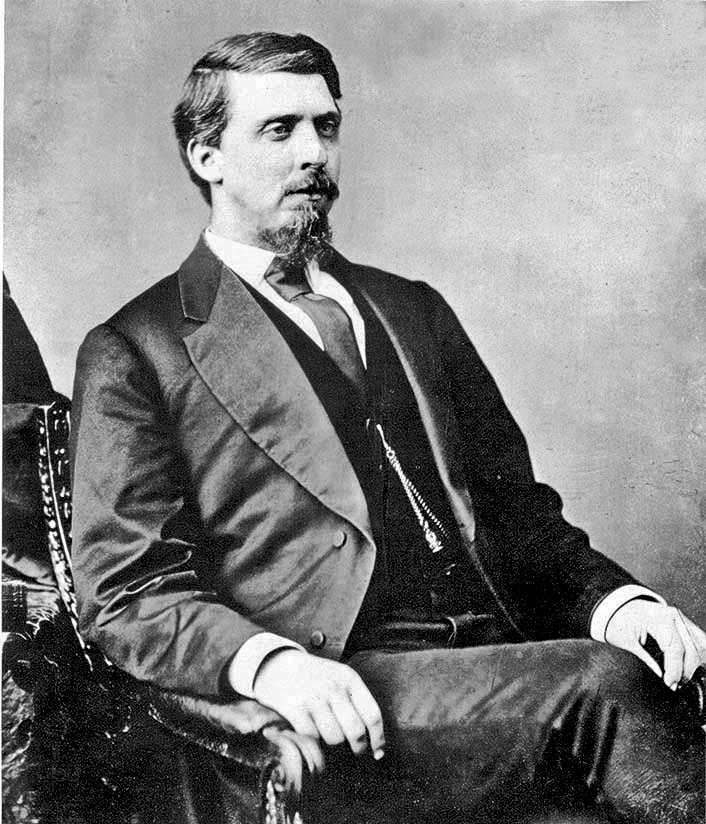
艾薩克·帕克的照片，攝於1860年至1865年間

1861年4月，帕克以民主黨派的身分競選聖約瑟夫的兼職城市檢察官。從1861年4月到1863年，他連任了三次為期一年的任期。帕克上任四天後，南北戰爭爆發，他加入了親聯邦的本土警衛隊，即第61 密蘇里緊急軍團。戰爭結束時，他已經晉升為下士。 
在1860年代期間，帕克繼續了他的法律和政治生涯。1864年，他因在奴隸制的問題上意見不同而正式退出民主黨。 他以共和黨派的身分競選，並投票支持亞伯拉罕·林肯連任。 1868年，帕克贏得了密蘇里州第十二巡迴賽法官的六年任期。 
1870年9月13日，帕克在共和黨激進派的支持下被提名為密蘇里州第 7 國會選區議員。他辭去了法官一職，將所有精力投入競選。 帕克在對手投票前兩週退出後贏得了選舉。  帕克從1871年3月4日至1875年3月3日任職，當選為第42和第43美國國會的美國眾議院的共和黨人。1874年，他被黨團提名為美國參議員。
第42屆國會第一次會議於1871年3月4日召開。在他的第一個任期內，帕克幫助他所在地區的退伍軍人獲得養老金，並競選在聖約瑟夫建造一座新的聯邦大樓。他發起了一項旨在賦予婦女選舉權並允許她們在美國領土上擔任公職的法案，但未通過。他還贊助立法，以在領土政府下組織印地安領地。。 
帕克再次當選密蘇里州第四十三屆國會的第七區。 當地報紙這樣評價他：“在過去兩年間的國會裡，密蘇里州沒有比他更值得信賴或更有影響力的代表了 . . .”。 
在他的第二個任期內，帕克專注於印第安政策，包括公平對待居住在印第安領土上的部落。他支持印第安事務局的演講引起了全國的關注。 
1874年，帕克被共和黨黨團提名為密蘇里州參議員席位。 但是，密蘇里州的政治潮流發生了變化。立法機關似乎不太可能選他進入参議院，因此他尋求總統任命為阿肯色州西區法官。  

## 聯邦司法服務

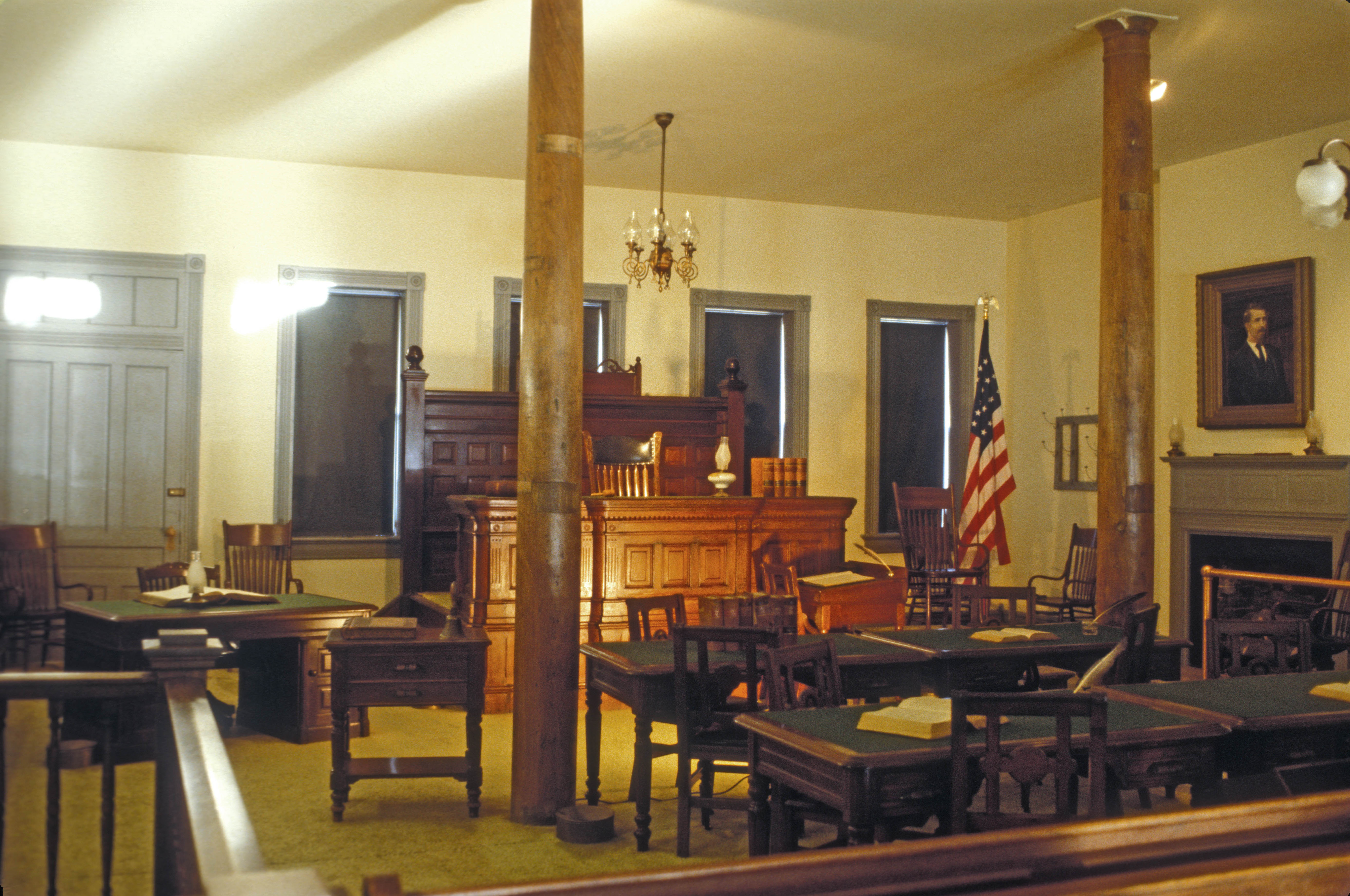
在史密斯堡國家歷史遺址重建的帕克法庭照片，攝於1966年

1874年5月26日，格蘭特總統提名帕克擔任猶他領地的首席大法官，以取代詹姆斯·B·麥基恩。  因應他自己的要求，  帕克於 1875年3月18日由總統尤利西斯·格蘭特 (Ulysses S. Grant)提名，擔任美國阿肯色州西區地方法院的一個席位。法官威廉·斯托里 (William Story)騰出了空位，他因面臨腐敗指控而在彈劾威脅下辭職。    
帕克於1875年3月19日獲得美國参議院的認證，並於同日接受任命。 他一直擔任這個職位，直到1896年11月17日在任期間去世
帕克於1875年5月4日抵達史密斯堡，起初沒有家人陪同。帕克作為地區法官的第一次會議是在1875年5月10日，與法院檢察官WHH 克萊頓會面。克萊頓在帕克的21年法庭生涯中擔任了14年的阿肯色州西區聯邦檢察官。 
同樣在5月10日，帕克任命貝斯·里夫斯為美國副元帥。里夫斯成為密西西比河以西的第一批非裔美國執法人員之一。  
1875年5月，帕克在他的第一次開庭期間審判了18名男子，他們都被指控犯有謀殺罪；15人在陪審團的審判下被定罪。帕克判處其中八人強制性死刑。   1875年9月3日，他下令同時決其中的六人其中一名被判處死刑的人在逃跑時被殺。由於另一人年齡較小，州長將他的刑期減為無期徒刑。  1896年9月1日，帕克在接受聖路易斯共和國的採訪時表示，他沒有發言權在於是否要因強制性死刑而被絞死，並且他贊成“廢除死刑”。  
從1875年到1889年，帕克的所處的法院對印第安領土上的聯邦罪行擁有最終管轄權，因為没有法院可以上訴。印第安領地内的文明五部落和其他美洲原住民部落通過其部落法律制度和政府對自己的公民擁有管轄權。印第安領地的聯邦法律是用於非印第安美國公民。  
根據國會的規定，阿肯色州西區聯邦法院每年開會四次：二月、五月、八月和十一月。但法院的案件量如此之大，以至於四個期限一起運行。帕克的法庭每週開庭六天，以確保起訴盡可能多的案件，而且每天通常開庭十個小時。  1883年，國會縮減了法院的管轄權，將部分印第安領土重新分配给德克薩斯州和堪薩斯州的聯邦法院；然而，越來越多的歐裔美國移民移居到印第安領地，仍然增加了法院的工作量。  
從1889年5月1日起，國會進行了更改，以允許對美國最高法院提出資本定罪的上訴。  帕克判處死刑的44起案件被上訴到最高法院。它推翻並下令對其中的30人進行重審。   
在擔任史密斯堡地區法官期間，帕克還曾在史密斯堡學校董事會任職。他是當地聖約翰公會所建立的聖約翰醫院的首任院長。  （在21世紀，該醫院被稱為火花衛生系統 ）。  
在他出庭期間，帕克受理了多起備受矚目的案件，包括被稱為“切諾基法案”的克勞福德·戈兹比的審判，以及涉及大衛·L·佩恩的“俄克拉荷馬嬰兒潮一代”案，大衛·L·佩恩不是印第安人卻非法定居在印地安領土的土地上。  1895年，帕克審理了兩起涉及克勞福德·戈茲比 （ 切諾基·比爾）的案件。首先，戈茲比被指控在1894年的一起雜貨店搶劫案中殺害了一名旁觀者。
他在1895年2月26日至6月25日期間的一起案件中被定罪，帕克判處他死刑。在等待處決期間，戈茲比試圖越獄並殺害了一名獄警。他再次受審並在帕克的法庭上被定罪；法官於1895年12月2日判處他死刑。 戈茲比於1896年3月17日被絞死。 

### 晚年

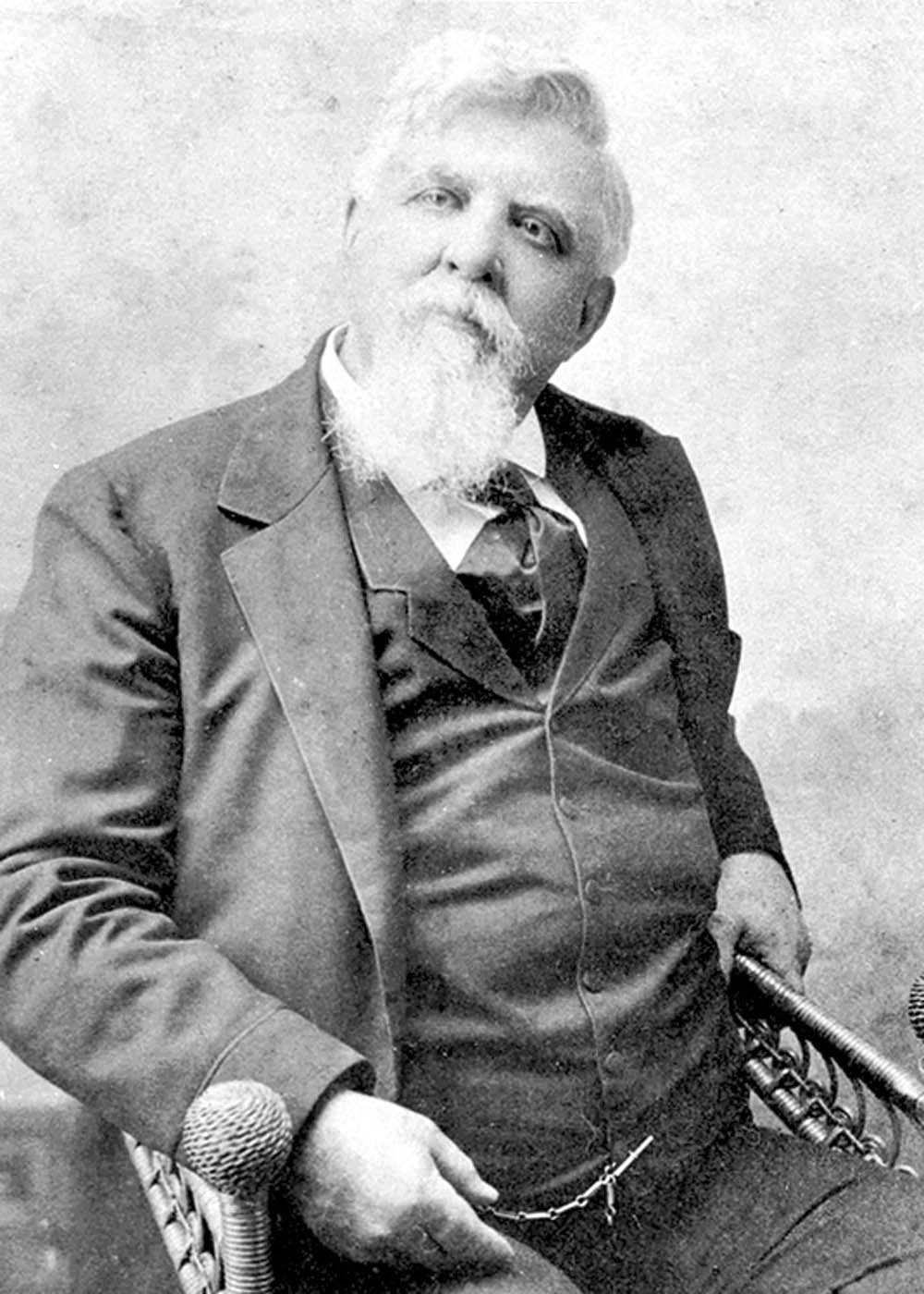
帕克晚年

與西方的理念保持一致，1889年的《法院法》在印第安領地建立了聯邦法院系統。這减少了位於史密斯堡的西區法院的管轄範圍。 
帕克多次與最高法院發生衝突。在大約三分之二從他的法院上訴到最高法院的案件中，他的裁決得到了維持。   1894年，帕克在與最高法院就拉斐特·哈德森案發生的糾紛中獲得全國關注。 
哈德森被判犯有故意殺人罪，並被判處四年有期徒刑。他上訴至最高法院並獲准保釋。帕克拒絕釋放哈德森，理由是成文法没有賦予最高法院要求釋放哈德森的權力。  

1895年，國會通過了一項法院法案，取消了西區剩餘的印第安領地管轄權，該法案於1896年9月1日生效。

## 死亡和遺產

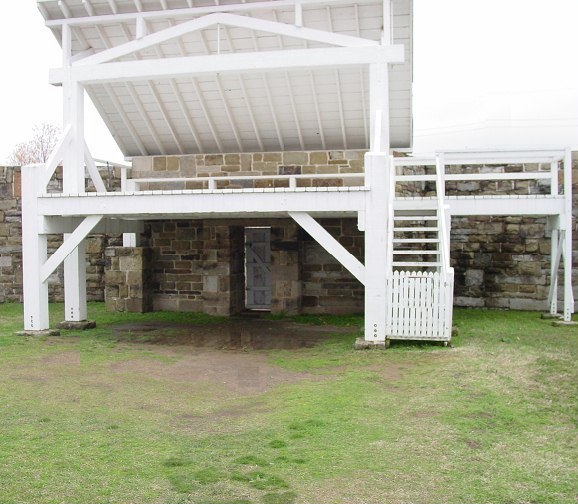
現今位於史密斯堡國家歷史遺址的重建絞刑架現代圖像，攝於2008 年

當1896年8月的任期開始時，帕克在家裡，患有布賴特氏病並且病得太重而無法主持法庭。法院對印第安領土的管轄權於1896年9月1日結束。記者想採訪帕克的職業生涯，但不得不在他的床邊與他交談。 帕克於1896年11月17日死於多種健康問題，包括心臟退化和布賴特氏病。 到目前為止，他在史密斯堡舉行的葬禮參加人數最多。 他被安葬在史密斯堡國家公墓。
2019年，史密斯堡市為代表法律與秩序的帕克雕像揭幕。 

## 在其他媒體上的代表
- 查爾斯·波蒂斯在他的小說True Grit中以帕克為特色，該小說曾二度被改編為同名電影。帕克也是第一部電影續集中的特色角色。他在1969 年的电影中由詹姆斯·韋斯特菲爾德飾演，在續集中由約翰·麥金太爾飾演。他在2010 年翻拍的《大地驚雷》中由傑克·沃克飾演。 [9]
- 齊克·普羅克特是帕克手下的副警長之一，出現在拉里·麥克默特里 1997年的小說Zeke and Ned中。 [9]
- 卡萊爾·米切爾 (Carlyle Mitchell) 在1961年由斯坦利·安德魯斯 (Stanley Andrews)主持的電視連續劇《死亡谷日》中的一集“檢察官的子彈”中扮演帕克法官。 卡羅爾·馬修斯飾演最近從聯邦監獄獲釋的百麗·斯塔爾。在故事情節中，百麗在史密斯堡的狂野西部表演期間策劃了美國檢察官 WHH 克萊頓（唐·哈格蒂）的復仇暗殺行動，但並未成功。
- 在電視連續劇赫克·拉姆齊 (Hec Ramsey)的試播集中，主角（前美國元帥）簡要討論了多年來為帕克效力的經歷。
- 在1968年的電影吊人索中，亞當·芬頓的角色与與帕克大致相似，帕克的綽號是“絞刑法官”。
- 在史蒂夫厄爾的歌曲“湯姆·艾姆斯的祈禱”中，敘述者艾姆斯被帕克判處死刑。

## 也可以看看
- 喬治·馬勒登 ，美國劊子手，綽號“劊子手王子”，曾在艾薩克·帕克法官的聯邦法院任職
- 香農政治家族

### 書籍
- Brodhead, Michael J. . Norman: University of Oklahoma Press. 2003  [December 15, 2015]. ISBN 9780806135274.
- Burton, Art T. . University of Nebraska Press. 2008: 30. ISBN 9780803205413.
- Burton, Jeffrey. . Norman: University of Oklahoma Press. September 1, 1997. ISBN 9780806129181.
- Estleman, Loren D. . New York: Tom Doherty Associates. 2009. ISBN 9781429924368.
- Galonska, Juliet L. Williams, Nancy A.; Whayne, Jeannie M. , 编. . University of Arkansas Press. 2000. ISBN 9781557285881.
- Grant, Ulysses Simpson; Simon, John Y. . Southern Illinois University Press. 1998: 9. ISBN 9780809321988.
- Hafnor, John. . Lone Pine Productions. 2009. ISBN 9780964817555.
- Harman, S. W. . Lincoln: University of Nebraska Press. 1992. ISBN 9780803223622.
- Harring, Sidney L. . New York: Cambridge University Press. February 25, 1994. ISBN 9780521467155.
- Harrington, Fred Harvey. . Norman: University of Oklahoma Press. 1951. ISBN 9780806128399.
- Leeper, Maranda. Lancaster, Guy , 编. . University of Arkansas Press. 2014. ISBN 9781935106739.
- Metz, Leon Claire. . New York: Infobase Publishing. 2014. ISBN 9781438130217.
- Shirley, Glenn. . University of Nebraska Press. 1968  [December 14, 2015]. ISBN 9780803251830.
- Tuller, Roger. . Norman: University of Oklahoma Press. 2001. ISBN 9780806133065.

## 外部連結
National Park Service (National Historic Site) entry about Judge Isaac Parker （页面存档备份，存于）
List of men executed at Fort Smith while Isaac Parker presided （页面存档备份，存于） （页面存档备份，存于）